# Трухильо (Перу)
Трухи́льо (исп. Trujillo) — город в Перу у побережья Тихого океана, административный центр региона Ла-Либертад. Расположен в устье реки Моче. В Трухильо проживает около 645 тысяч человек (2005), и он является третьим по величине городом страны.

## История
После завоевания империи чиму инками вся долина Трухильо вошла в состав их империи. Сам город был основан в 1534 году и назван в честь Трухильо в испанской провинции Эстремадура, где родился Франсиско Писарро. Уже в XVI веке здесь поселилось множество испанских идальго, которые оставили большое количество дворцов и вилл.
В 1785 году в провинции Трухильо (город с окрестностями) проживало 12 032 жителя, из них: испанцев — 1333, индейцев — 4577, метисов — 1549, негров — 1582, мулатов — 2577.
На главной площади города Пласа-де-Армас с 1820 году стоит статуя свободы, напоминающая о том, что именно здесь была провозглашена независимость Перу и располагалась штаб-квартира Симона Боливара. Старая система орошения отчасти используется до сих пор. Благодаря ей Трухильо и его окрестности являются кукурузной и зерновой житницей северного побережья Перу.

## Туризм
Трухильо — самый важный город на севере Перу. Благодаря уникальным памятникам архитектуры древних культур мочика и чиму, а также испанской колониальной эпохи, благодаря виллам с роскошными дворами, резными деревянными балконами и коваными оконными решётками, Трухильо имеет большое значение в туризме страны. Близкий Тихий океан обеспечивает приятный и мягкий климат.
Близость к древнему городу Чан-Чан, где сегодня ведутся археологические раскопки, а также к популярному курорту Уанчако, в который приезжают сёрферы со всего мира, делает Трухильо исходной базой и перевалочным пунктом для многих туристов. Популярны экскурсии к древним пирамидам Солнца и Луны, расположенным недалеко от города.

## Города побратимы
- Тимишоара, Румыния[3] (2010)
- Трухильо, Испания[4]
- Солт-Лейк-Сити, США [5]
- Метепек, Мексика[6]
- Декейтер, США [7]
- Трухильо, Венесуэла
- Трухильо, Гондурас

## Галерея

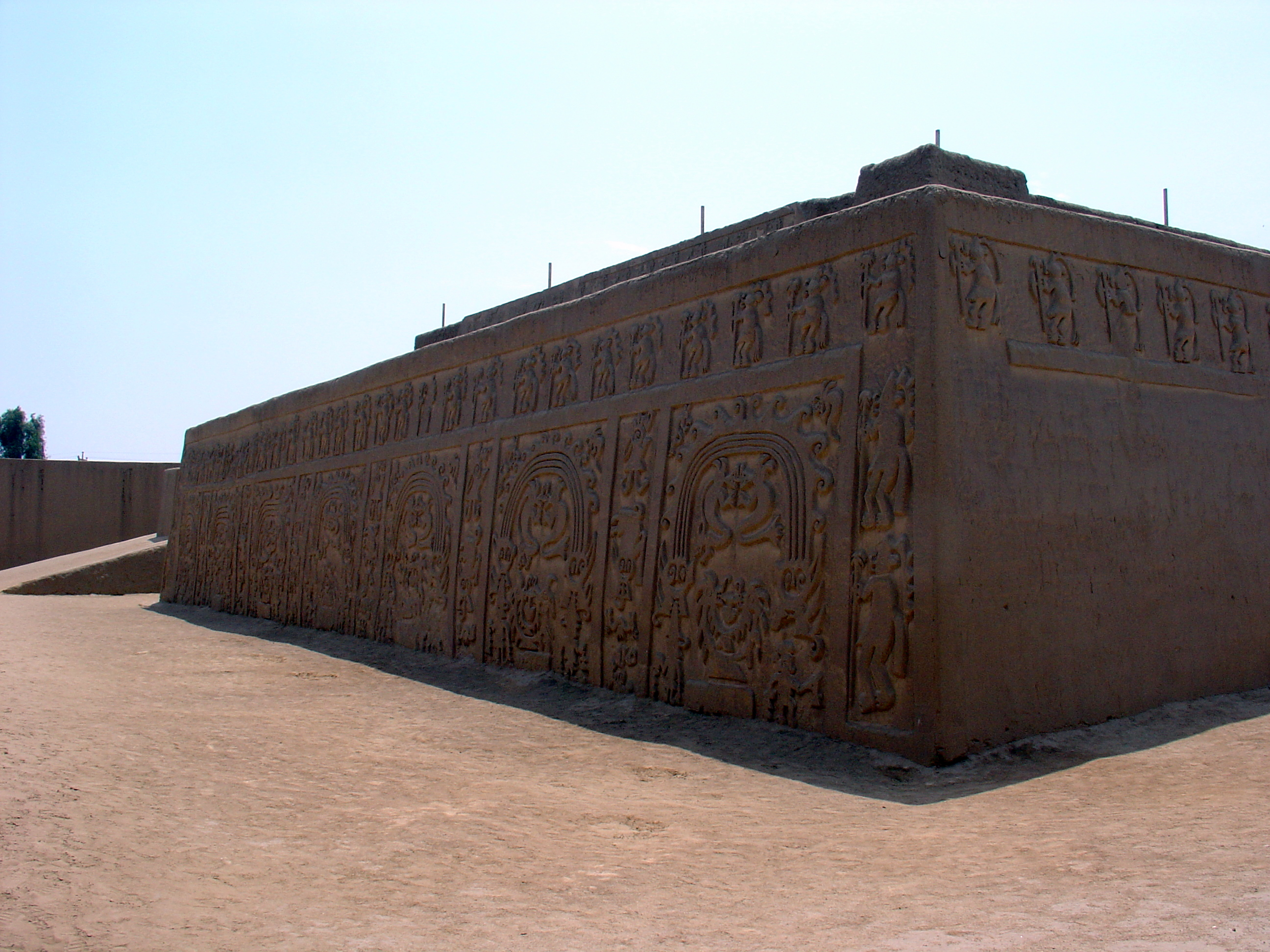
Храм Арко-Ирис
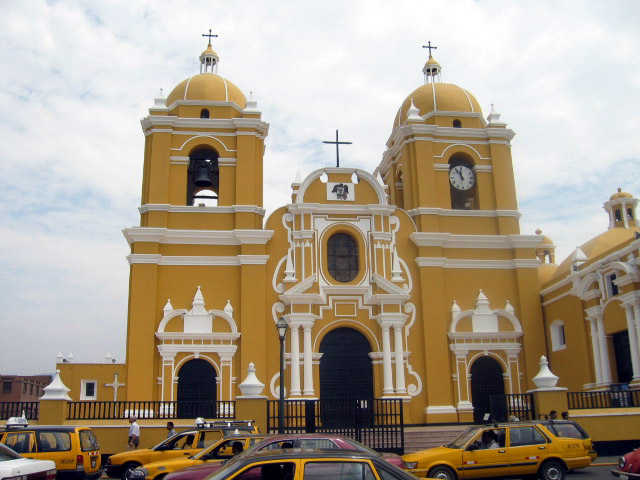
Собор в Трухильо
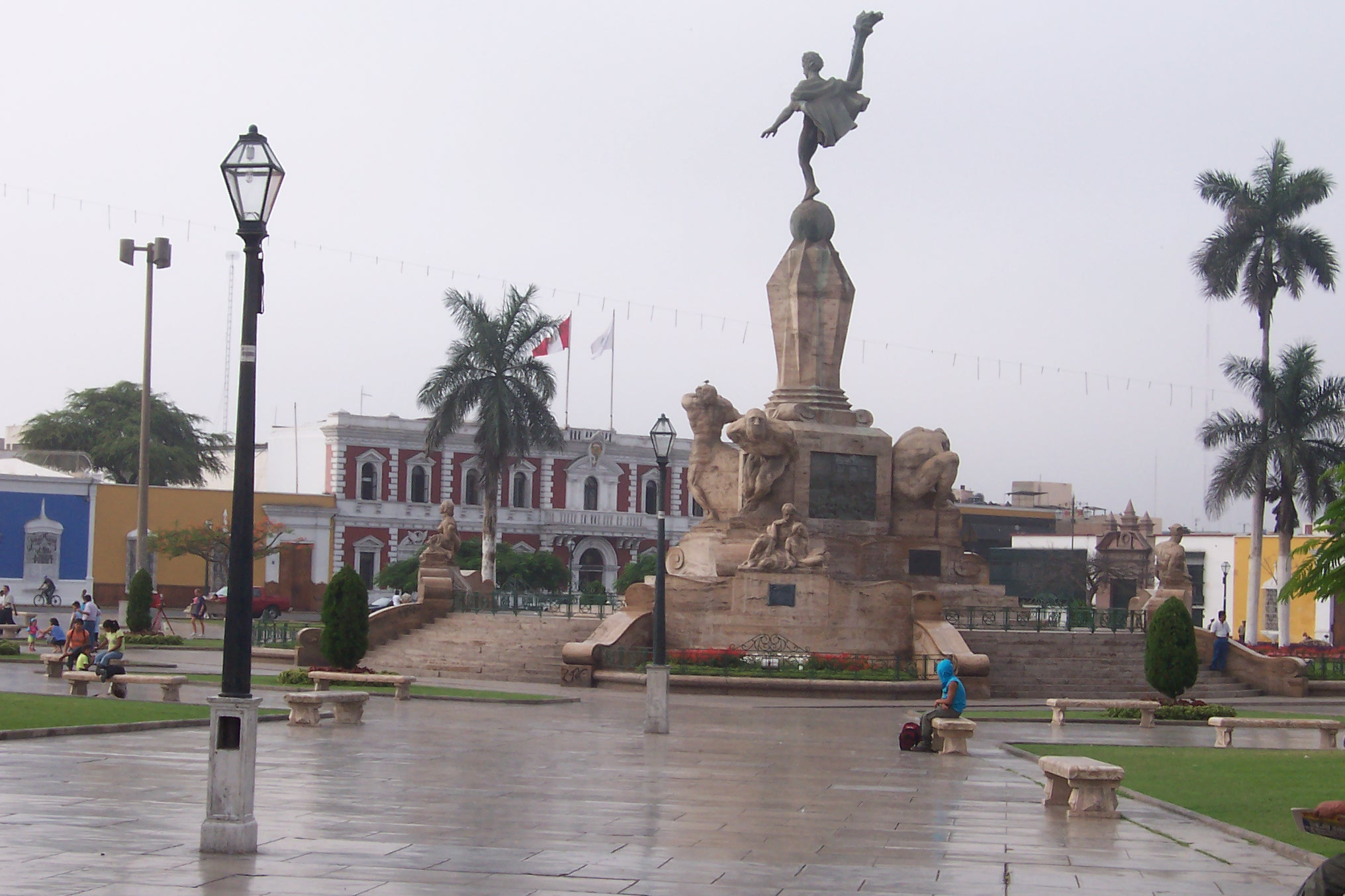
Статуя свободы
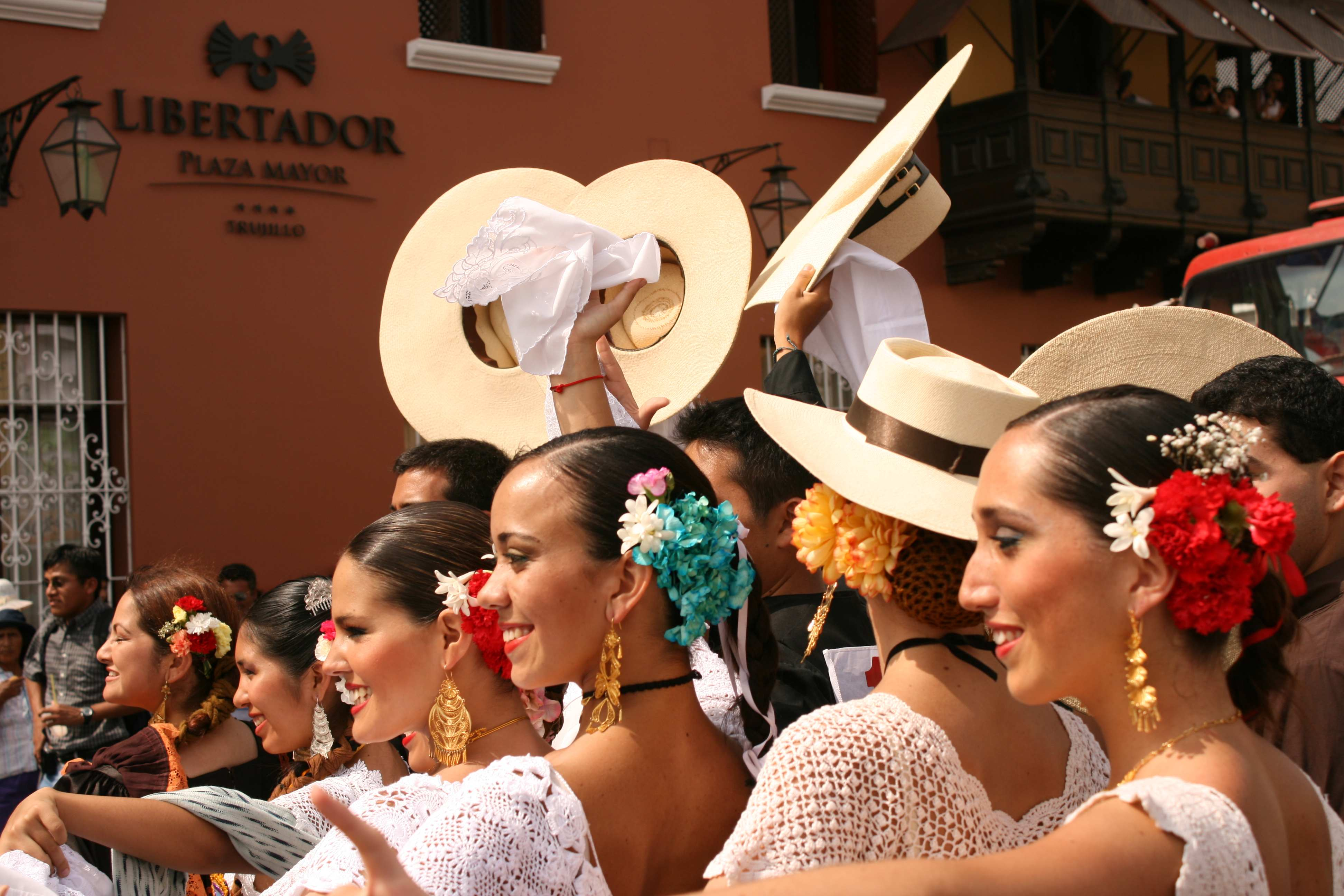
Баиларинас-де-Marinera, Трухильо
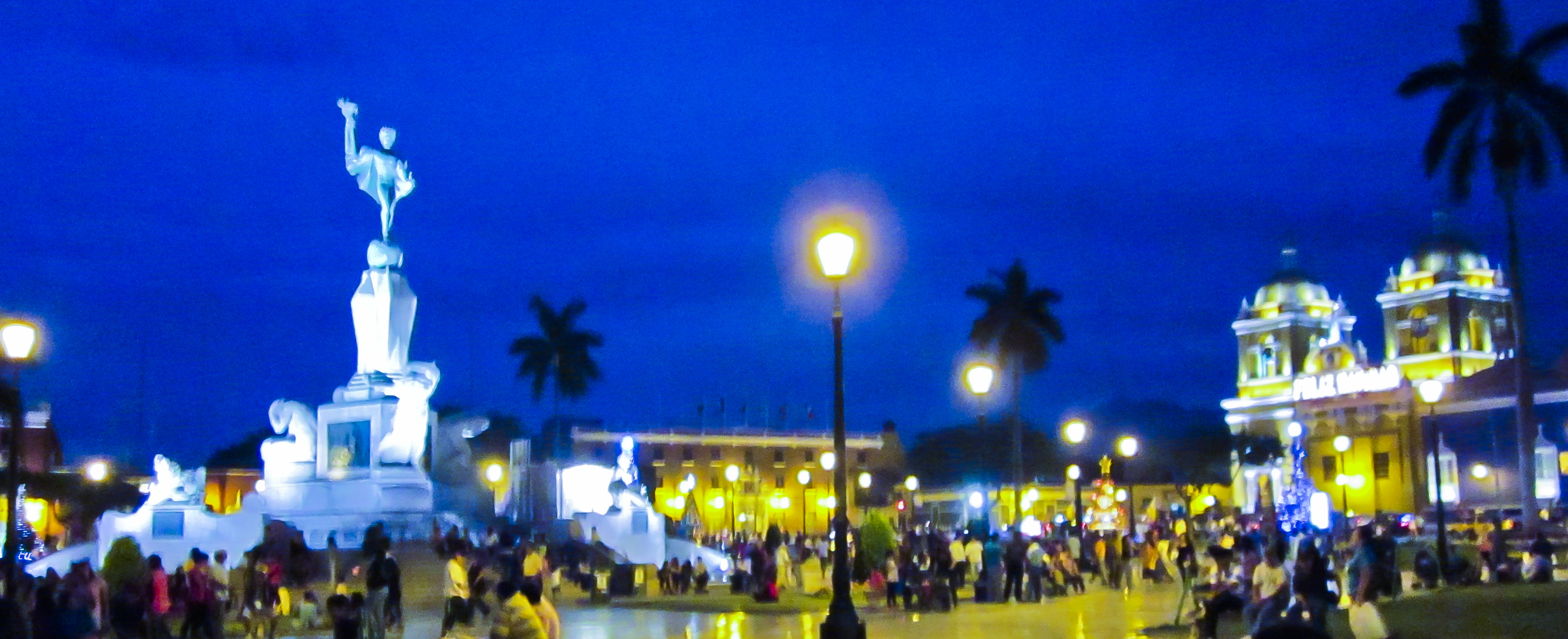
Главная площадь, Трухильо
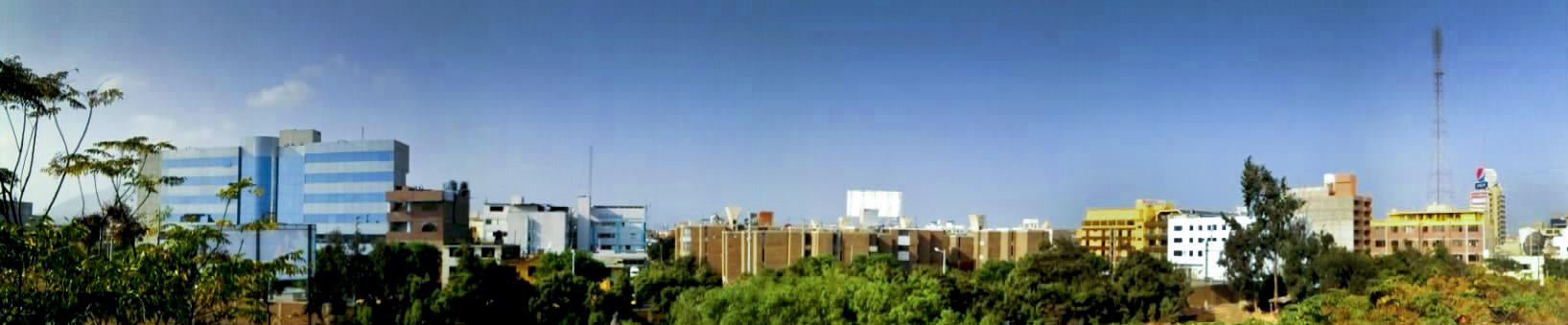
Панорамный вид на город, Трухильо
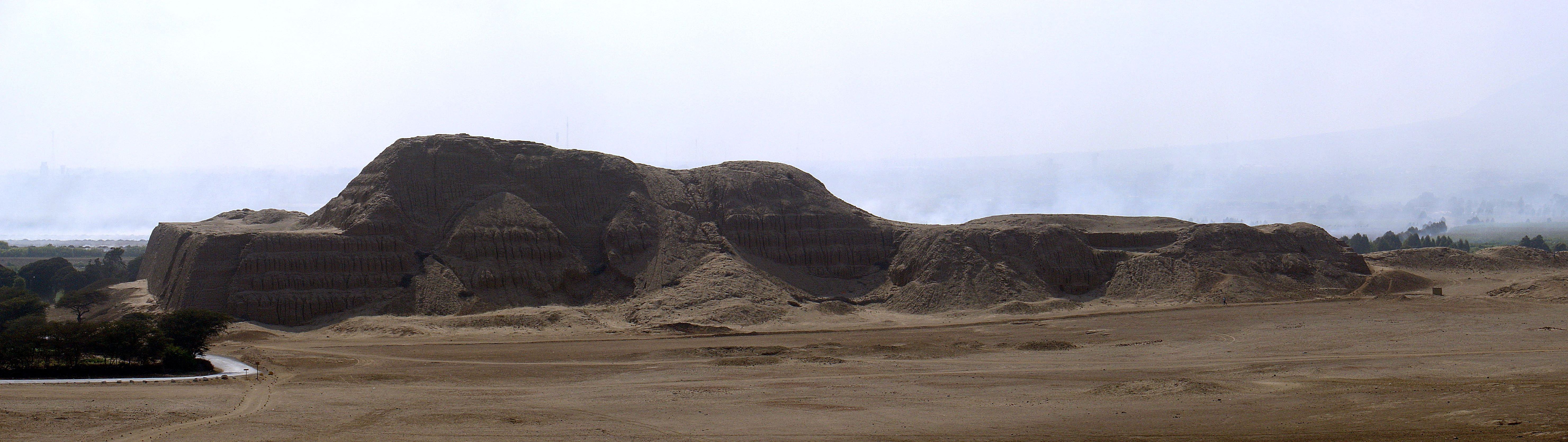
Храм Солнца, Трухильо